# Ibrahim ibn Muhammad
Ibrahim ibn Muhammad (in arabo إبرهيم بن محمد‎?, Ibrāhīm b. Muḥammad; Medina, marzo 630 – Medina, 27 gennaio 632) è stato un figlio di Maometto.
Avuto dalla moglie (o concubina) Marya al-Qibtiyya nel Dhu l-Hijja dell'anno 8 dell'Egira, il piccolo Ibrāhīm sarebbe deceduto a un anno e mezzo di vita il 28 Shawwal del 10 del calendario islamico, precedendo di poco il padre nella tomba.
Su di essa il Profeta islamico recitò la preghiera dei morti, piangendo accoratamente la morte di questo suo figlioletto maschio, dopo quelli messigli al mondo alla Mecca dall'amatissima moglie Khadija bint Khuwaylid, anch'essi premortigli.